# Antoni Milwid
Antoni Milwid (* um 1755; † 1837) war ein polnischer Komponist.

## Leben
Über die Lebensumstände von Antoni Milwid ist wenig mehr bekannt, als dass er vermutlich im schlesischen Raum geboren wurde und als Instrumentalist an der Kirchenkapelle von Czerwińsk nad Wisłą wirkte. Seine Kompositionen sind aber bis in die Gegenwart bekannt geblieben, neben Messen, Offertorien und Litaneien vor allem ein Zyklus von zwölf Kantaten. Mit seinen Sinfonien im Stil der Wiener Klassik gilt Milwid als Begründer der polnischen Sinfonik.